# WJW (TV)
WJW est une station de télévision américaine située à Cleveland, dans l'État de l'Ohio appartenant à Nexstar Media Group et est affiliée au réseau Fox. Ses studios sont situés sur les rives du Lac Érié, tandis que l'émetteur hertzien est à Parma (Ohio).

## Histoire
Elle commence ses émissions le 9 décembre 1949 sous le nom de WXEL.

## Télévision numérique terrestre
| Canal virtuel | Image | Ratio | Programmation                         |
| ------------- | ----- | ----- | ------------------------------------- |
| 8.1           | 720i  | 16:9  | Programmation principale WJW / FOX HD |
| 8.2           | 480i  | 4:3   | Antenna TV                            |
| 8.3           | 480i  | 4:3   | Comet (en)                            |
| 8.4           | 480i  | 4:3   | Charge! (en)                          |

Le canal UHF 31 utilisé avant la transition au numérique en juin 2009, a été donné au National Association of Broadcasters afin d'effectuer des tests de transmission ATSC 3.0.